# هيجة القفل (العدين)

تعديل مصدري - تعديل

هيجة القفل محلة تابعة لقرية القبقاب، التابعة لعزلة قصل بمديرية العدين إحدى مديريات محافظة إب في الجمهورية اليمنية.، بلغ تعداد سكانها 86 حسب تعداد اليمن لعام 2004.